# Dargida diffusa
Dargida diffusa là một loài bướm đêm trong họ Noctuidae.

## Hình ảnh

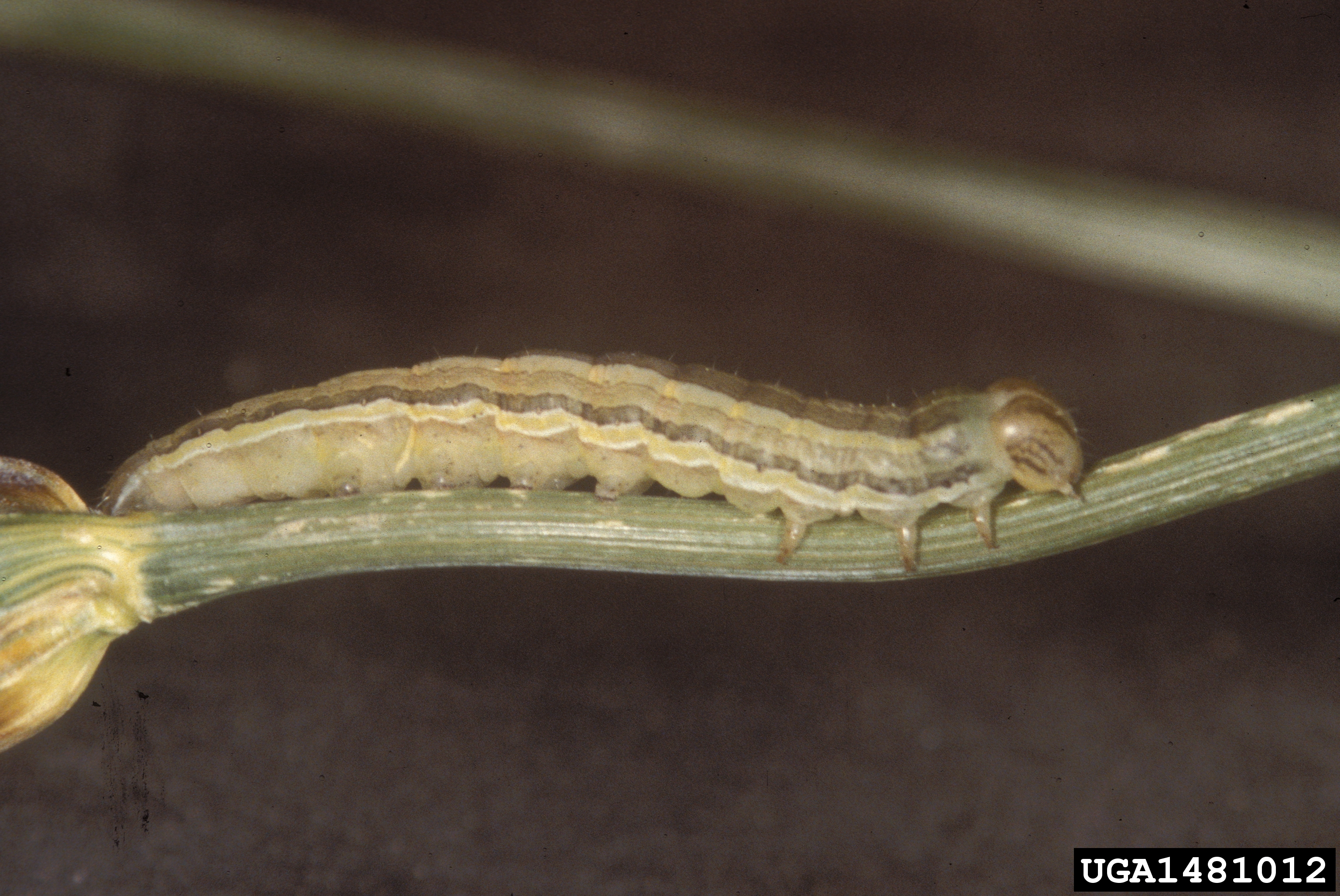